# Sampa (Ghana)
Sampa es una ciudad en la región de Brong-Ahafo, Ghana, en la frontera con Costa de Marfil. Es la capital del Jaman del Norte y antiguamente tenía lugar en ella un mercado de esclavos. Es la mayor ciudad fronteriza de Ghana, con más de veintiséis millones de habitantes y la que tiene mayor población de etnia Nafana.
- Datos: Q2275354